# Flodslätt

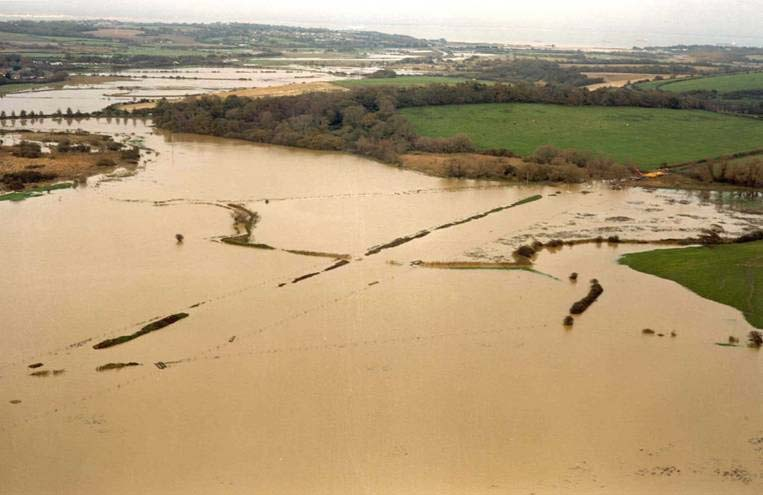
Flodslätt på Isle of Wight efter en översvämning.

En flodslätt, ett flodplan eller svämplan är en slätt som brukar översvämmas av en flod. Flodslätter är ofta viktiga akvifärer och har vanligen ekosystem med en stor artikrikedom.
Stora delar av södra Kina tros ha utgjorts av sammanväxta flodslätter före upphöjningen av Tibets högplatå och dithörande berg.

## Uppkomst
Ett flodplan skapas då ett vattendrag genom återkommande översvämningar eroderar ner den omgivande marken till en plan yta, ofta avgränsad av brinkar.